# Eugenia Cotton
Eugénie Elise Céline Fytis (Soubise 13 de octubre de 1881 - París 16 de junio de 1967), conocida como Eugénie Cotton, fue una científica francesa, activista comunista, especialmente conocida por su compromiso en defensa de los derechos de las mujeres. Fue la primera presidenta electa de la Federación Democrática Internacional de Mujeres. 

## Carrera científica
Eugénie Feytis se formó en la École normale supérieure de jeunes filles (ENSJF) en Sèvres iniciando sus estudios en 1901. Es alumna de Marie Curie, y conoce a Pierre Curie y Paul Langevin. En 1904, fue aceptada por primera vez en el concurso para el profesorado sobre competencia femenina en ciencias físicas y naturales. Fue profesora en la universidad de Poitiers y luego en la ENSJF donde se formó. 
En 1913 se casó con Aimé Cotton, físico, profesor en la Facultad de Ciencias de París y en la Escuela normal superior en Saint-Cloud . Tuvo cuatro hijos (uno de los cuales muere poco después de nacer). En 1925, doctora en ciencias físicas, fue maestra de investigación en el CNRS. Se convirtió en directora de la ENSJF en 1936, participó en la reforma de los estudios de la mujer, elevó el nivel de educación científica y desarrolló el laboratorio y la investigación. Fue obligada a retirarse en 1941.

## Activista comunista
Comprometida con el Partido Comunista Francés, ayudó a los antifascistas alemanes refugiados en Francia desde 1933, y luego a los españoles perseguidos por el general Franco. Durante la Segunda Guerra Mundial, el gobierno de Vichy obligó a Eugenie Cotton a abandonar su puesto en la Escuela Normal Superior por retiro forzado en 1941. Por su parte, su marido es arrestado dos veces por la Gestapo.
En 1944 participó en la fundación de la Unión de mujeres francesas y se convirtió en la primera presidenta de la Federación Internacional Democrática de Mujeres cuando se creó en 1945. También fue vicepresidenta del Consejo Mundial de la Paz, donde desarrolló una importante actividad hasta su muerte.

## Reconocimientos y distinciones
Durante su vida, Eugenie Cotton recibió en 1950 el Premio Stalin de la Paz . Caballero de la Legión de Honor  . 
Después de su muerte, varias escuelas primarias en la región de París fueron renombradas con su nombre, como en París, Sèvres, Champigny-sur-Marne, Nanterre, Vitry-sur-Seine, Bonneuil -sur-Marne o Rosny-sous-bois . También hay una guardería Eugénie Cotton en Brétigny-sur-Orge, en Choisy-le-Roi, en Trappes y una escuela en Bretaña, en Lanester, así como en el Aube en Romilly-sur-Seine y en Mosela en Talange. 
Su nombre también se le dio a una universidad de Argenteuil, una escuela secundaria polivalente y un callejón en Montreuil, una calle del Distro XIX de París, una calle en Saint-Herblain en las afueras de Nantes, una calle en El Havre, así como una guardería colectiva en Morsang-sur-Orge en el departamento de Essonne (91). 
También se dio su nombre a un cráter de Venus.

## Archivos
Los archivos de Eugenie Cotton se guardan en la Biblioteca Marguerite Durand, 79 rue Nationale, en el Distrito XIII de París.